# Чёрно-пёстрая (порода коров)
Чёрно-пёстрая поро́да — порода крупного рогатого скота молочного направления продуктивности. Как и голштинская, чёрно-пёстрая порода, является родственной голландской породе.
Выведена в СССР в 1930—1940-е гг. в результате скрещивания местного скота, разводимого в различных зонах страны, с чёрно-пёстрым скотом остфризской, чёрно-пёстрой шведской и других пород, происходящих от голландской породы. Также черно-пестрый скот в 1930—1932 гг. завозился из Германии и Нидерландов.
Порода утверждена в 1959 году (когда от неё отделили животных с красными окрасами). К концу 1970-х гг. её поголовье превысило 10 млн голов. На 1 января 1985 года в государственных хозяйствах СССР имелось 19 581 тысяч голов скота. Основными районами разведения были северо-западные области РСФСР, Украинская, Белорусская, Латвийская, Эстонская, Литовская, Узбекская ССР, Урал, Западная и Восточная Сибирь, Дальний Восток.

## Характеристика
В России чёрно-пёстрая порода распространена повсеместно и составляет 57 % поголовья молочного скота. Черно-пестрая корова довольно крупная, поэтому ей нужно больше кормов на поддержание жизни. Кроме того, она достаточно требовательная к кормам. В её рационе должны быть сено, корнеплоды (при возможности и силос), концентраты, а в пастбищный период — в достатке зелёная трава.
Живая масса коров 550—650 (до 700), быков — до 900—1000 и более килограммов. Туловище несколько удлинённое, пропорциональное. Вымя объёмистое, кожа эластичная. Скот чёрно-пёстрой (реже — красно-пёстрой масти). Живая масса телят при рождении 35—42 кг. Порода скороспелая. При интенсивном выращивании среднесуточные привесы молодняка 800—1000 г. К 15—16 месяцам масса тёлок достигает 380—400, бычков — 420—480 кг. Среднесуточный привес при интенсивном откорме — до 1 кг. Мясные качества удовлетворительные и хорошие. Убойный выход откормленного скота 50—55 %.
Молочная продуктивность — 8—10 тысяч кг молока в год в племенных хозяйствах и 4000—4500 кг молока в год в товарных стадах. Жирность молока 3,7—3,8 %, содержание белка 3,0—3,2 %.
Максимальная продуктивность среди коров чёрно-пёстрой породы по итогам 2019 года отмечена у коровы Амёба 2614, принадлежащей АО Племенной Завод «Красногвардейский» Гатчинского района Ленинградской области. За 305 дней третьей лактации она дала 17.790 кг молока жирностью 3,47 % при проценте белка 2,97.
Чёрно-пёстрый скот хорошо акклиматизируется, обладает хорошим здоровьем. Порода достаточно требовательная к кормам. В рационе должны быть сено, корнеплоды (при возможности и силос), концентраты, а в пастбищный период — в достатке зелёная трава.
Для улучшения конституции и повышения молочной продуктивности чёрно-пёстрого скота используют быков голштино-фризской породы и на основании оценки племенной ценности быков-производителей. Современные достижения генетиков позволили вдвое ускорить улучшение продуктивности стада за счет использования сексированного семени самых лучших быков.

## Линии разведения породы
Из-за различия свойств местного скота, природных условий и уровня племенной работы в породе образовалось несколько групп и типов, различающихся по экстерьерным особенностям, удою и жирномолочности. В России наиболее существенные различия наблюдаются между чёрно-пёстрым скотом центральных районов, Урала и Сибири.
- В Ленинградской области повышение продуктивности коров чёрно-пёстрой породы ведется с 1976 года путем голштинизации стада. Использовались быки и сперма голштинской породы из США, Канады и Голландии. Коровы стали на 10-12 см выше, на 9 см длиннее и на 4 см увеличилась глубина груди.[6]

- Чёрно-пёстрый скот центральных районов России образовался в результате скрещивания голландского и остфризского скота с местным, холмогорским, ярославским и пришекснинским скотом. Частично использовались помеси швицкой и симментальской пород[7] Животные крупные, быки весят 900—1000, коровы — 550—650 кг. Молочная продуктивность высокая. Среднегодовой удой около 4000, в племенных хозяйствах — до 6000 кг молока в год. Уступает другим группам по жирности молока (3,6—3,7 %)[2].

- Чёрно-пёстрый скот Сибири создавался скрещиванием местного с джерсейскими быками. Эта популяция характеризуется более высокой жирномолочностью в сравнении с другими популяциями скота черно-пестрой породы в нашей стране. Животные менее крупные. По продуктивности несколько уступает другим группам.[8] Среднегодовой удой свыше 3500, в племенных хозяйствах — до 5000 кг молока в год. Жирность молока 3,7—3,9 %[2].

- Чёрно-пёстрый скот Урала отличается несколько облегченным сухим типом конституции и сформировался в основном скрещиванием тагильской породы с остфризами и частично с чёрно-пёстрым скотом прибалтийских республик[2]. Также на Урал в 1941 году был эвакуирован племенной скот из Украины, Белоруссии и западных областей РСФСР. Среднегодовой удой 3700—3800, в племенных хозяйствах — до 5500 кг молока в год. Жирность молока 3,8—4,0 %[2].

В скотоводческих центрах Германии был создан новый тип животных с 50 % голштинской крови, 25 % крови джерсейской породы и 25 % крови местного черно-пестрого скота. Молочная продуктивность коров этого типа увеличилась на 16 %, выход жира и белка на 23 и 17 % соответственно, а расход корма снизился на 17 % (P.O.Crothep, 1986)